# Karol Niemczycki
Karol Niemczycki (ur. 5 lipca 1999 w Krakowie) – polski piłkarz występujący na pozycji bramkarza w izraelskim klubie FC Aszdod.

## Kariera piłkarska

### Kariera klubowa
Karol Niemczycki jest wychowankiem Garbarni Kraków. Podczas pierwszych 6 miesięcy gry w barwach „Brązowych” występował na pozycji środkowego obrońcy. W lipcu 2011 roku został zawodnikiem drużyny juniorskiej Cracovii. W 2014 roku dołączył do akademii piłkarskiej Andrzeja Niedzielana i Arkadiusza Radomskiego. W lutym 2017 roku został zawodnikiem NAC Breda. W sezonie 2017/2018 Niemczycki został przeniesiony do pierwszej drużyny tego klubu. 6 maja 2018 zadebiutował w Eredivisie w zremisowanym 1:1 meczu przeciwko FC Twente, zmieniając w 81. minucie Nigela Bertramsa.
6 lipca 2019 został wypożyczony do Puszczy Niepołomice. W drużynie „Żubrów” rozegrał łącznie 29 meczów (w 10 z nich zachował czyste konto). 6 sierpnia 2020 Puszcza wykupiła Karola Niemczyckiego. 13 sierpnia 2020 został zawodnikiem Cracovii. W październiku 2020 roku za występy w Ekstraklasie zdobył nagrodę Młodzieżowca Miesiąca PKO Banku Polskiego.
W lipcu 2023 podpisał kontrakt z Fortuną Düsseldorf, obowiązujący do 30 czerwca 2025 z opcją przedłużenia o jeden rok.

### Kariera reprezentacyjna
Reprezentował Polskę w klasach wiekowych U-20 i U-21. Łącznie w reprezentacjach młodzieżowych rozegrał 3 mecze. W maju 2019 roku został powołany na Mistrzostwa Świata U-20 w Piłce Nożnej, nie wystąpił na turnieju w ani jednym meczu. 26 marca 2021 został dodatkowo powołany do seniorskiej reprezentacji Polski na mecze z reprezentacją Andory i Anglii.

## Statystyki
(stan na 28 listopada 2021)
| Klub                | Sezon     | Liga        | Liga  | Liga   | Puchar kraju | Puchar kraju | Suma  | Suma   |
| Klub                | Sezon     | Liga        | Mecze | Bramki | Mecze        | Bramki       | Mecze | Bramki |
| ------------------- | --------- | ----------- | ----- | ------ | ------------ | ------------ | ----- | ------ |
| NAC Breda           | 2017/2018 | Eredivisie  | 1     | 0      | 0            | 0            | 1     | 0      |
| NAC Breda           | 2018/2019 | Eredivisie  | 1     | 0      | 0            | 0            | 1     | 0      |
| Puszcza Niepołomice | 2019/2020 | 1 Liga      | 29    | 0      | 0            | 0            | 29    | 0      |
| Cracovia            | 2020/2021 | Ekstraklasa | 27    | 0      | 5            | 0            | 32    | 0      |
| Cracovia            | 2021/2022 | Ekstraklasa | 17    | 0      | 1            | 0            | 18    | 0      |
| Cracovia            | 2022/2023 | Ekstraklasa | 10    | 0      | 0            | 0            | 10    | 0      |
| Łącznie             | Łącznie   | Łącznie     | 85    | 0      | 6            | 0            | 91    | 0      |